# NGC 808
NGC 808 is een balkspiraalstelsel in het sterrenbeeld Walvis. Het hemelobject werd op 14 oktober 1830 ontdekt door de Britse astronoom John Herschel.

## Synoniemen
- PGC 7865
- ESO 478-1
- MCG -4-6-3
- AM 0201-233
- IRAS02015-2333